# Posadas (Argentina)

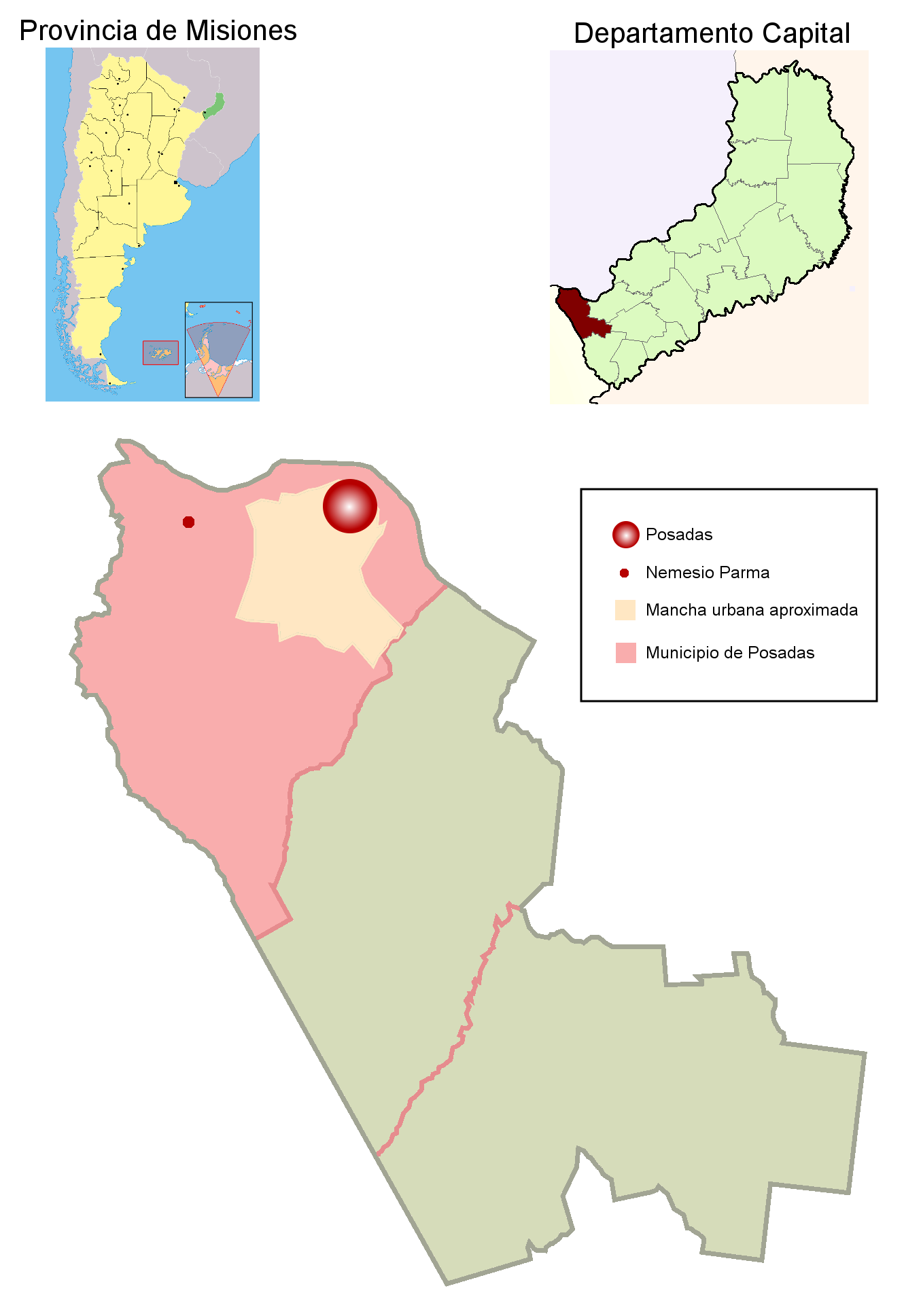
La città (in giallo) ed il comune (in rosa) di Posadas nel dipartimento di La Capital (in verde)

Posadas è una città dell'Argentina capoluogo della provincia di Misiones, all'estremità nord-orientale dell'Argentina.
La città, che è sede del dipartimento di Capital, ha una popolazione di oltre 275 000 abitanti.
Posadas è il centro amministrativo, culturale ed economico della provincia. Le attività industriali principali sono costituite da mobilifici, industrie del tabacco, alimentari, tessili, e delle costruzioni. Altre importanti attività economiche sono il commercio e i servizi.

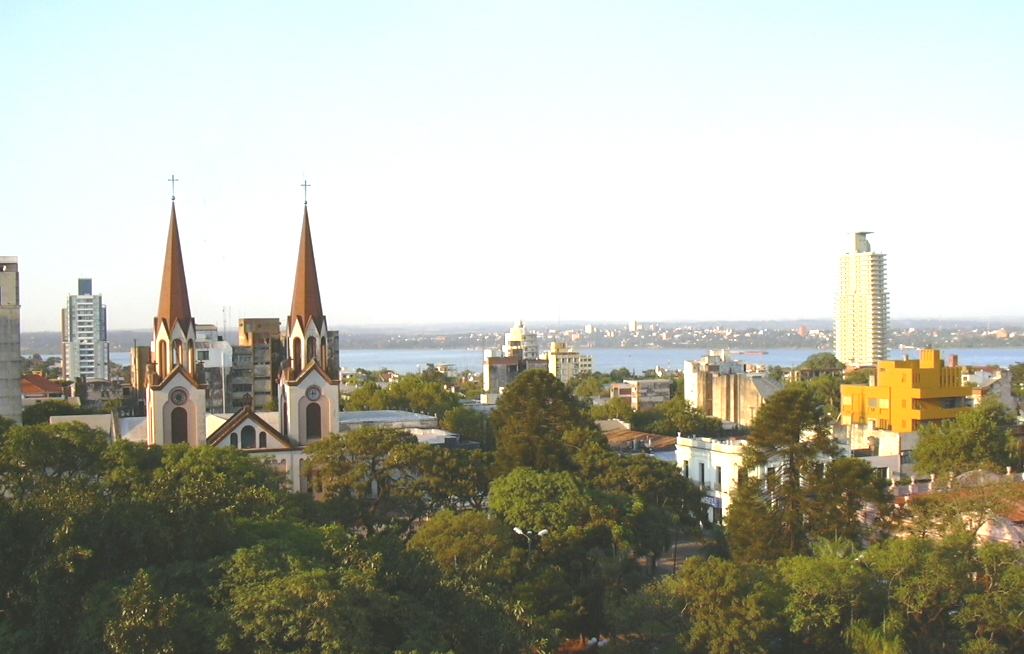
La cattedrale e, sullo sfondo, il fiume Paraná

## Geografia
La città si trova nella parte meridionale della provincia, sulla riva occidentale del Paraná, di fronte alla città paraguaiana di Encarnación.

## Storia
Padre Roque González de Santa Cruz fondò un villaggio chiamato Anunciación de Itapúa il 25 marzo 1615, ma dieci anni più tardi l'insediamento fu trasferito sull'odierna sponda paraguaiana del Paraná, dove ora sorge Encarnación.
Esso non fu tuttavia completamente abbandonato, e si ebbe un insediamento definitivo nel 1628. Nel 1867, durante la guerra della triplice alleanza, i brasiliani vi crearono la base militare di Trinchera de San José. Nel 1879, al termine del conflitto, la città fu rinominata Posadas, prendendo il nome da Gervasio Antonio de Posadas, il Direttore Supremo della Confederazione Argentina.
Il 22 dicembre 1881 furono tracciati i confini della Federazione di Misiones, lasciando Posadas all'interno del territorio dell'attuale provincia di Corrientes. Il 30 luglio 1884 il Congresso Nazionale Argentino decise la creazione della Provincia di Misiones, e Posadas ne fu nominata capitale.

## Infrastrutture e trasporti
Posadas sorge lungo l'importante strada nazionale 12, che unisce la regione della Mesopotamia alla provincia di Buenos Aires. La città e la sua area metropolitana sono unite ad Encarnación e al Paraguay mediante il ponte San Roque González de Santa Cruz.

### Porti
Il porto, un tempo di grande importanza economica, è ora utilizzato per lo più da imbarcazioni sportive o per il trasporto di passeggeri, e battelli per il trasporto di sabbia. 

### Aeroporti
La città è servita dall'aeroporto General José de San Martín, a 7 km dal centro, con voli regolari su Buenos Aires.

## Sport
Bartolomé Mitre e Guaraní Antonio Franco sono le squadre di calcio locali.
Tacuru golf club, campo a 18 buche par 72 all'ingresso nord della città